# Clach-a-charra

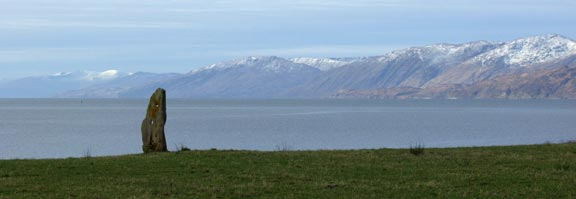
Clach-a-charra

Der Clach-a-charra (auch Clach a’ Charra oder Stone of Vengeance - deutsch „Stein der Vergeltung“ genannt) ist ein etwa 2,2 m hoher und 1,1 m breiter Menhir (englisch Standing stone). Er steht südlich von Onich und südlich der A82 (von Oban nach Fort William) am Loch Linnhe (schottisch-gälisch An Linne Dhubh - deutsch „der schwarze Teich“) bzw. am Abzweig des Loch Leven (nicht Loch Leven (Perth and Kinross)), bei Ballachulish - schottisch-gälisch Baile a’ Chaolais in Inverness-shire in den Highlands in Schottland.

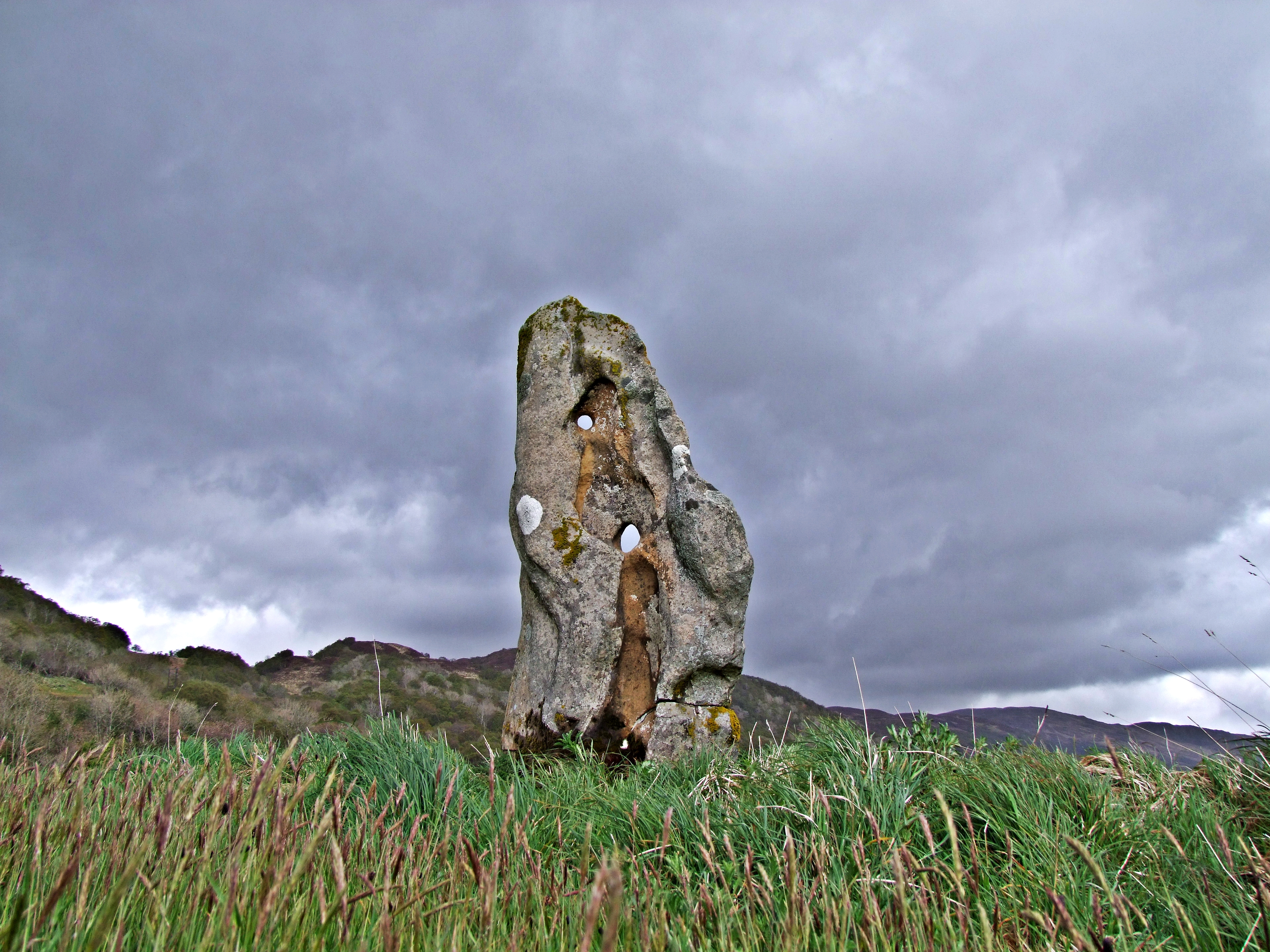
Clach-a-charra

Der Clach-a-Charra (Stein von Charra) ist ein seltsam geformter prähistorischer Menhir, der in einem Feld steht. Der Stein, der aus verschiedenen Blickwinkeln betrachtet seine Form zu verändern scheint, soll aus der Bronzezeit stammen (etwa 2000 v. Chr.). Es hat zwei natürliche runde Löcher, die vielleicht durch Auswitterung entstanden. Der Stein hat im Laufe der Zeit einige Schäden erlitten, wurde aber repariert.
Eine Legende besagt, dass der Stein mit den beiden Söhnen von Cummin von Inverlochy (vom Clan Cumming) verbunden ist, die hier im Mittelalter ermordet wurden.
In der Nähe liegt der Bishop’s Rock, ein Aufschluss mit Felsritzungen.